# Steen Steensen Blicher
Steen Steensen Blicher (Vium, cerca de Viborg, 11 de octubre de 1782 - Spentrup, 26 de marzo de 1848), escritor y poeta danés del Romanticismo.

## Biografía
Hijo de un pastor protestante y de una madre que se volvió loca, lo que le marcó profundamente, tuvo que trabajar como preceptor durante sus estudios universitarios de teología en Copenhague desde 1799, superando una neumonía que le tuvo postrado en la isla de Falster desde 1807 a 1809. Profesor auxiliar en la escuela latina de Ramders, se casó con la joven viuda de un pastor protestante en 1810 (tenía 17 años) y se empleó en una granja en 1817 durante unos meses hasta que abrazó la carrera eclesiástica y fue nombrado pastor de Thorning (1819) y, más tarde, de Spentrup, donde permaneció hasta su muerte. En 1824 aparecen en la revista de Copenhague La Harpe sus dos primeros intentos en prosa: Historias de bandoleros jutlandeses y Viejas leyendas de Jutlandia y sigue escribiendo para otras. En 1827 editó una revista, La Aurora Boreal, que duró tres años y donde fue publicando 26 de sus novelas cortas. Padre de once hijos y con la carga suplementaria de otro adoptivo y tres sobrinos, vivió una existencia penosa comido por las deudas, de suerte que en ocasiones estuvo a pique de vender los muebles para poderlas pagar. Además, su esposa le fue infiel y rompió con ella en 1827, sin llegar a divorciarse; sin embargo, murió en la pobreza un año después de haber dimitido de su cargo pastoral.
Se le suele tener por el creador de la prosa literaria en danés; tradujo los poemas de Walter Scott y los que James Macpherson hizo pasar como obra del bardo céltico Ossian y evolucionó desde el Romanticismo al Realismo de sus últimos escritos, tanto en danés como en dialecto jutlandés. Como poeta y escritor costumbrista se le identifica como cantor de los páramos de Jutlandia y de la vida de los habitantes de esta región. 
Ambientó en la España de la Inquisición su novela Donna Leonora (1825) y se recuerda en especial como su obra maestra la novela Diario de un sacristán de pueblo (1824), que algunos traducen como Fragmentos del diario de un maestro de aldea, por el valor de sus caracterizaciones, así como los libros de poemas Campanillas (1825) y Aves de paso (1838); editó también varias colecciones de poemas: en 1814 (Poemas), en 1817 (Seis días a través de Jutlandia), en 1835 y en 1847. Sus cuentos se recopilaron en 7 volúmenes publicados entre 1846 y 1847. Menos conocido es su teatro: dejó varias comedias intrascendentes y una tragedia, Johanna Gray, que fue representada sin éxito en el Teatro Real de Copenhague.

## Obras
- Brudstykker af en Landsbydegns Dagbog (1824, novela, Diario de un sacristán de pueblo)
- Sneklokken (1825, poemas).
- Røverstuen (1827, novela).
- Ak! hvor forandret (1828, novela).
- Sildig Opvaagnen (1828, novela).
- Præsten i Vejlby (1829, novela).
- Kjeltringliv (1829, novela, "Vida gitana")
- Telse (1829, novela)
- Hosekræmmeren (1829, novela)
- Trækfuglene (1838, poesía, "Aves de paso")
- De tre Helligaftner (1842, novela)
- E Bindstouw (1842, leyenda en dialecto)